# David Morales
Pour les articles homonymes, voir Morales.
David Morales, né le 21 août 1962 à Brooklyn, est un DJ, remixeur et producteur de musique américain. Son style musical de prédilection est le  house music.
David Morales a été un remixeur prolifique à la fin des années 1980, début des années 1990 (1989-92) puisque des grands noms de l"acid jazz, de la house music ou encore de la soul ont fait appel à ses services. Il a entre autres réalisés des remix pour des artistes tels que The Brand New Heavies, De La Soul, Incognito, Ce Ce Peniston, Lisa Stansfield, Technotronic, Jamiroquai.

## Biographie
David Morales se met au DJ à l'âge de 13 ans et rejoint en 1983 le groupe de DJs syndiqué par Judy Weinstein. Il est ensuite invité par Michael Brody à animer des soirées au Paradise Garage. Il se lie d'amitié avec Frankie Knuckles dès 1987, puis David Mancuso lui ouvre les portes de la boîte de nuit The Loft. Il commence ensuite à organiser ses propres soirées, Ozone. En 1987, il réalise sa première production en studio, un remix du titre de Whitney Houston Love Will Save the Day, puis collabore avec Mariah Carey sur le titre Dreamlover.
Il est l'auteur de l'album The Program sorti en 1993 et 2 Worlds Collide sorti en 2004, de diverses compilations comme Ministry of Sound: Sessions Seven (1997), plusieurs singles et des dizaines de remix.
Son titre In De Ghetto de 1993 est repris par Skrillex et J. Balvin.
En 2018, il lance le label musical DIRDIM Records. Il accuse le chanteur Kanye West de lui avoir volé la bassline de son remix What Is This Thing Called Love dans son morceau I Love It. Le mois suivant, il est arrêté à l'aéroport de Fukoka au Japon pour possession de 0,3 gramme de MDMA, puis relâché, déclarant par la suite que ces substances n'étaient pas les siennes. Pendant la pandémie du covid-19, il développe un show musical hebdomadaire, Sunday Mass, sur Twitch. En 2021, il sort l'album Life Is A Song,.

## Discographie

### Compilations
- 1997 : Ministry of Sound: Sessions Seven

### Singles
- 2001 : Jocelyn Brown - Winners
- 2003 : DJ Pierre - Make It Hot
- 2004 : Lea-Lorién - How Would U Feel
- 2005 : Angela Hunte - Feels Good
- 2005 : Tamra Keenan - Here I Am
- 2006 : Lea-Lorien - Better That U Leave
- 2006 : Lea-Lorien - How Would U Feel '06
- 2011 : Jonathan Mendelsohn - You Just Don't Love Me
- 2011 : Polina - Holiday
- 2012 : Róisín Murphy - Golden Era
- 2012 : Polina - Stay
- 2012 : Ultra Nate - Planet Called Love
- 2013 : Tamra Keenan - 7 Days
- 2015 : Janice Robinson - There Must Be Love

## Récompenses
- 1998 : Grammy Award (Remixer of the Year, Non-Classical)[7]